# Ga Hà Nội
Ga Hà Nội tên cũ là Ga Hàng Cỏ, là một nhà ga xe lửa lớn của Việt Nam nằm trên địa bàn phường Văn Miếu – Quốc Tử Giám, Hà Nội. Từ đây, hành khách có thể làm thủ tục mua vé tàu hỏa đi các tuyến trong nước. Phía đường Lê Duẩn là khu A chuyên phục vụ các chuyến tàu Thống Nhất đi các tỉnh thành phía Nam. Phía đường Trần Quý Cáp là khu B chuyên phục vụ các chuyến tàu đi các tỉnh thành phía Bắc. Khu C (đang xây dựng) tại cuối phố Trần Hưng Đạo là ga ngầm chuyên phục vụ các chuyến tàu thuộc các tuyến đường sắt đô thị. Ga Hà Nội tọa lạc tại số 120 đường Lê Duẩn, phường Văn Miếu – Quốc Tử Giám, Hà Nội, nhìn ra cuối phố Trần Hưng Đạo.

## Lịch sử
Năm 1902, ga Hàng Cỏ được khánh thành và đưa vào khai thác cùng với cầu Long Biên là nhà ga xuất phát của đường sắt Hà Nội - Lạng Sơn thuở ban đầu, rồi đường sắt Hà Nội - Hải Phòng (1903), đường sắt Hà Nội - Lào Cai (1905) và đến năm 1936 là đường sắt xuyên Việt (1936, nay là đường sắt Bắc Nam). Sau khi Cách mạng Tháng 8 thành công, ngày đêm các đoàn tàu đưa các đoàn quân Nam tiến từ các địa phương vào Nam chống quân Pháp. Năm 1954, lực lượng Việt Minh tiếp quản nhà ga. Năm 1972, nhà ga đã bị trúng một quả bom lớn của Mỹ. Ngôi nhà đại sảnh nơi treo chiếc đồng hồ lớn của nhà ga bị đánh sập hoàn toàn và từ năm 1972 đến năm 1975 tàu hỏa và các xe tải đều phải chạy vào ban đêm. Sau ngày thống nhất năm 1975, ga Hàng Cỏ được đổi tên thành ga Hà Nội và xây dựng lại nhà đại sảnh theo kiến trúc mới. Cùng với việc xây dựng ga Giáp Bát để vận chuyển hàng hóa, ga Hà Nội trở thành ga vận chuyển hành khách lớn nhất cả nước. Năm 1989, nhà ga được đầu tư, cải tạo, nâng cấp để phục vụ hành khách.

## Tương lai
Theo đồ án quy hoạch, ga Hà Nội được xây dựng lại với chức năng là ga trung tâm tàu khách và tàu liên vận quốc tế đi tất cả các hướng; là ga trung tâm của tuyến đường sắt đô thị; là trung tâm về giao thông vận tải đa phương thức bao gồm mạng lưới đường bộ, đường sắt, thương mại, kinh doanh, văn hoá... của Thủ đô.
Ngoài ra quy hoạch cũng chỉ ra 9 phân khu với các công trình xây dựng cao từ 40 – 70 tầng. Dự kiến, với 98,1ha diện tích lập quy hoạch, dân số khu vực sẽ khoảng 44.000 người (trong đó có tái định cư tại chỗ 100% dân số hiện trạng khoảng 40.300 người).

## Các tuyến đường sắt chính
- Đường sắt Bắc Nam

- Đường sắt Hà Nội - Lào Cai
- Đường sắt Hà Nội - Quan Triều
- Đường sắt Hà Nội - Đồng Đăng
- Đường sắt Hà Nội - Hải Phòng

## Giải thưởng

### Giải thưởng của Nhà nước
- Bằng khen của Chính phủ: 1992, 1997.
- Cờ Thi đua của Chính phủ: 1999, 2003, 2004.
- Huân chương Lao động hạng ba; 2000.
- Huân chương Lao động hạng nhì: 2005.
- Anh hùng Lực lượng vũ trang nhân dân trong thời kỳ kháng chiến chống Mỹ cứu nước: 2005.
- Cờ của Tổng Liên đoàn Lao động Việt Nam tặng đơn vị Thi đua dẫn đầu về phong trào "Xanh, Sạch, Đẹp, An toàn vệ sinh lao động": 1993, 2002 - 2005.

### Giải thưởng của ngành đường sắt Việt Nam
- Đơn vị dẫn đầu Thi đua Ngành Đường sắt: 1995, 2001 - 2005
- Cờ Thi đua xuất sắc nhất của Bộ Giao thông Vận tải: 1998, 2002.
- Bằng khen " Đơn vị Chính quy - Văn hóa - An toàn " của Tổng Công ty Đường sắt Việt Nam.
- Đảng bộ Đường sắt Việt Nam công nhận: Đảng bộ trong sạch vững mạnh: 2001 - 2005.

## Quy mô đường sắt
Ga Hàng Cỏ ban đầu nằm trong diện tích 216.000 m² tức hơn 21 ha, trong đó diện tích xây dựng là 105.000 m² nhà cửa, còn lại là sân ga, đường sắt. 
Ga Hà Nội ngày nay đã có những thay đổi cả về diện tích và các nhánh và hiện là ga đường sắt lớn nhất tại Việt Nam.

## Hình ảnh

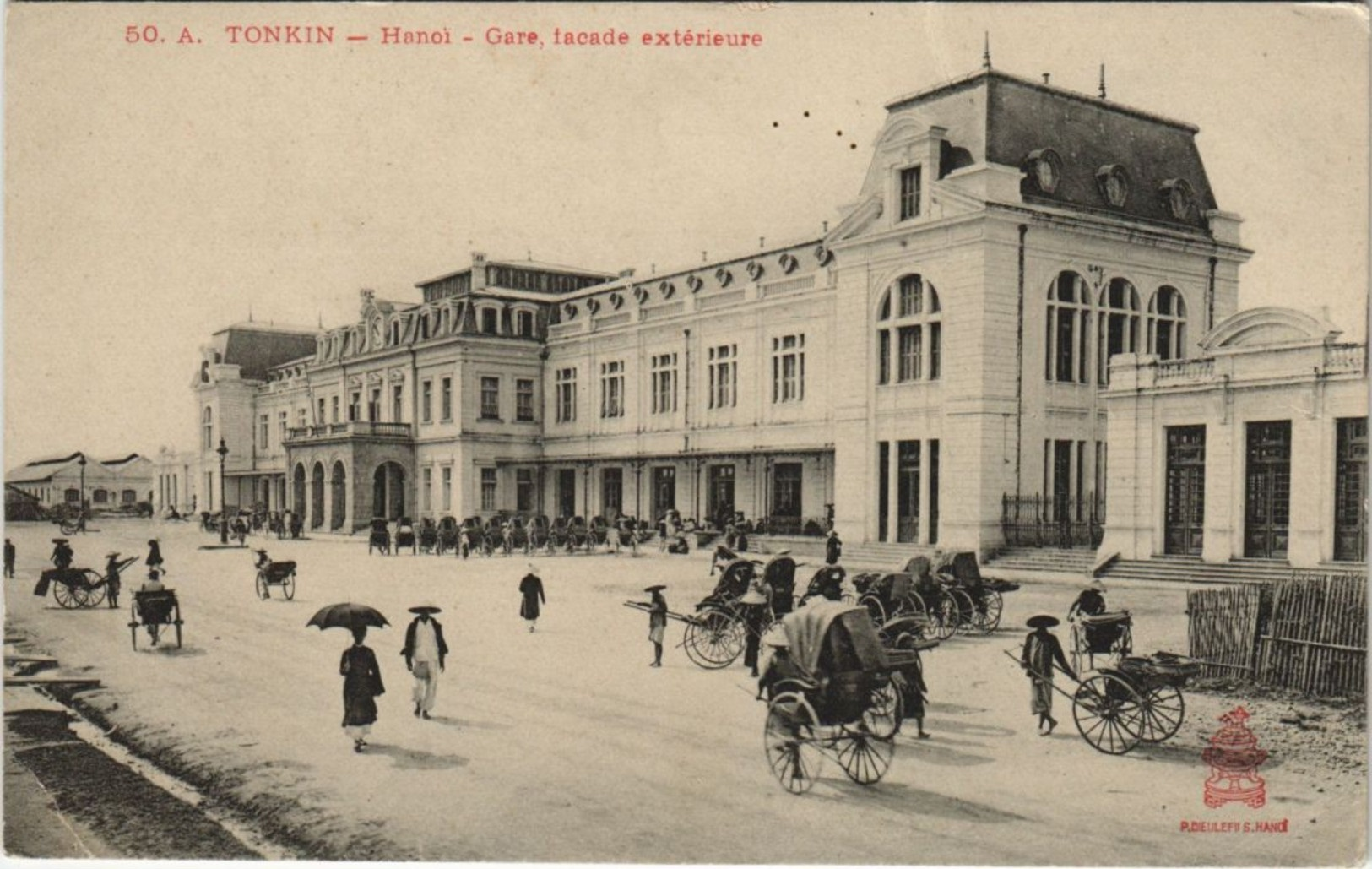
Mặt trước nhà Ga Hàng Cỏ khoảng năm 1912
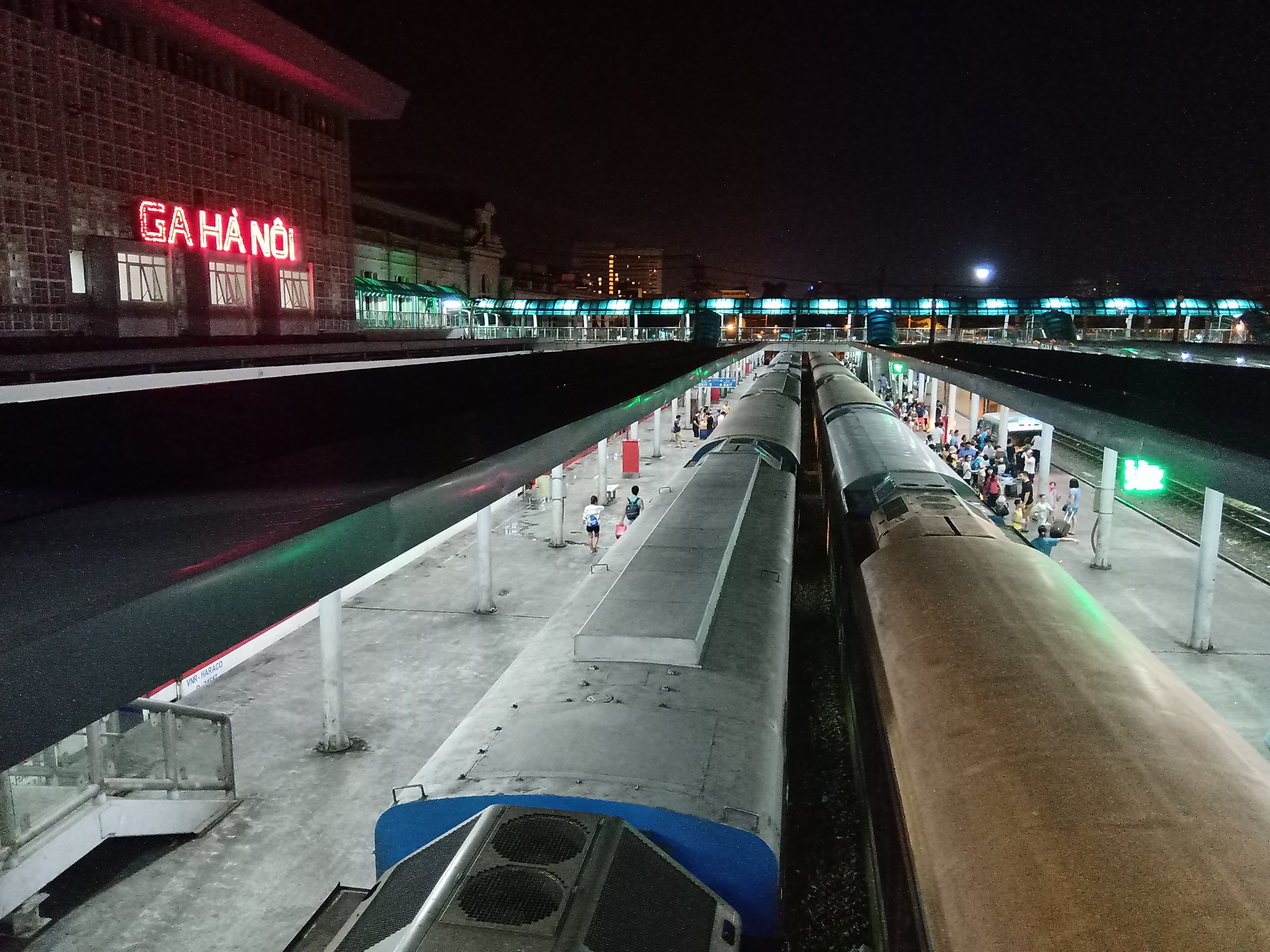
Sân ga Hà Nội vào buổi tối năm 2019